# Inga inga
Inga inga là một loài thực vật có hoa trong họ Đậu. Loài này được (Vell.) J. Moore miêu tả khoa học đầu tiên năm 1934.